# Juan Ignacio Latorre

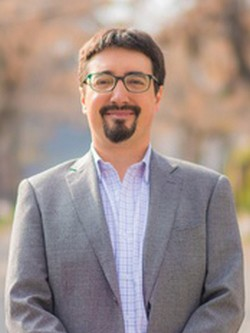
Juan Ignacio Latorre, 2017

Juan Ignacio Latorre Riveros (* 24. März 1978 in Santiago de Chile) ist ein chilenischer Psychologe und Politiker. Er gehört der Partei Revolución Democrática an und vertritt seit 2018 die Región de Valparaíso im Senat von Chile.

## Familie
Latorre ist der Sohn von Dagoberto Latorre Aguayo, einem ehemaligen Aktivisten der Movimiento de Acción Popular Unitaria (MAPU), und der Psychologin Blanca Riveros Soto.
Er lebt getrennt und ist Vater einer Tochter.

## Ausbildung und Berufsleben
Latorres Schullaufbahn begann 1984 am Liceo B-64 de la Reina in der Metropolregion Santiago. 1991 wechselte er auf das Colegio San Agustín de Ñuñoa in der gleichen Stadt. Nach seinem Schulabschluss nahm er 1996 ein Studium der Psychologie an der privaten Universidad Central de Chile auf, das er 2003 beendete. Es folgte ein Aufenthalt in Spanien, wo er zwischen 2008 und 2011 zwei Masterabschlüsse erwarb; den einen in Sozialpolitik und Gemeinschaftsmediation an der Universidad Autónoma de Barcelona und den anderen in Public Management an der gleichen Hochschule sowie an der Universität Barcelona. Er erhielt zudem einen Postgraduiertenabschluss in Wirtschaftswissenschaften. Er arbeitet an seiner Dissertation.
Von 2011 bis 2017 hatte er einen Lehrstuhl für Sozialökonomie an der privaten Universidad Alberto Hurtado in Santiago inne. Als er zum Senator gewählt wurde, fungierte er als Direktor des Centro de Ética y Reflexión Social (CREAS). Latorre engagierte sich für zahlreiche soziale Einrichtungen und setzte sich für eine solidarische Wirtschaft und fairen Handel ein. Von 1998 bis 2000 war er Direktor eines Kinderhospizes, arbeitete von 2004 bis 2006 in einem Rehabilitationszentrum und diente von 2006 bis 2008 als Ausbildungskoordinator bei der Nichtregierungsorganisation Educación Popular Latinoamericana.

## Politische Laufbahn
Latorres politisches Engagement begann im Vorfeld der Präsidentschaftswahlen in Chile 2009/2010, als er sich in der Kampagne von Jorge Arrate engagierte, der für das Linksbündnis Juntos Podemos Más antrat. Arrate vertrat ein dezidiert anderes Programm als die übrigen Kandidaten, da er das chilenische Wirtschaftsmodell ablehnte, eine Verstaatlichung der Kupferindustrie forderte und sich für eine Neugründung des chilenischen Staatswesens mit politischer Dezentralisierung einsetzte.
2011 schloss sich Latorre der politischen Gruppierung Movimiento Amplio de Izquierda (MAIZ) an, die Arrate nach seiner Wahlniederlage gegründet hatte. 2013 engagierte er sich ehrenamtlich in der Kampagne von Giorgio Jackson, der für das Abgeordnetenhaus von Chile kandidierte. Im gleichen Jahr trat er der Revolución Democrática (RD) bei. Innerhalb der RD koordinierte er politische Ausbildungsteams und arbeitete am Programm des neuen Linksbündnisses Frente Amplio mit.
Latorre trat bei der Parlamentswahl 2017 in der Región de Valparaiso für seine Partei für einen Posten im chilenischen Senat an. Er erhielt 4,6 Prozent der Stimmen, wodurch er einen der fünf zu vergebenden Senatsplätze erhielt, die übrigen gingen an Ricardo Lagos Weber (PPD), Isabel Allende (PS), Francisco Chahuán und Kenneth Pugh (beide RN).